# Pterolophia rubiensis
Pterolophia rubiensis là một loài bọ cánh cứng trong họ Cerambycidae.